# Sunburst (film)
Sunburst is een Amerikaanse film uit 1975 van James Polakof. De film is ook bekend onder de naam Slashed Dreams.

## Verhaallijn
Een jong koppel (Robert en Jenny) besluit naar de bossen van Noord-Californië te gaan om hun vriend Michael, waarvan ze al lang niets meer van gehoord hebben, op te zoeken. In het bos overnachten ze in een afgelegen blokhut. Door de komst van Levon en Danker, twee verkrachters, krijgt het verhaal voor Jenny en Robert een gruwelijke wending.

## Rolverdeling
| Acteur           | Personage          |
| ---------------- | ------------------ |
| Peter Hooten     | Robert             |
| Kathrine Baumann | Jenny              |
| Ric Carrott      | Marshall           |
| Anne Lockhart    | Tina               |
| Robert Englund   | Michael Sutherland |